# Octávio Trompowsky
Octavio Figueira Trompowsky de Almeida (Rio de Janeiro, 30 novembre 1897 – Rio de Janeiro, 26 marzo 1984) è stato uno scacchista brasiliano.
|   | a | b | c | d | e | f | g | h |   |
| 8 | a8 torre del nero · b8 cavallo del nero · c8 alfiere del nero · d8 donna del nero · e8 re del nero · f8 alfiere del nero · h8 torre del nero · a7 pedone del nero · b7 pedone del nero · c7 pedone del nero · d7 pedone del nero · e7 pedone del nero · f7 pedone del nero · g7 pedone del nero · h7 pedone del nero · f6 cavallo del nero · g5 alfiere del bianco · d4 pedone del bianco · a2 pedone del bianco · b2 pedone del bianco · c2 pedone del bianco · e2 pedone del bianco · f2 pedone del bianco · g2 pedone del bianco · h2 pedone del bianco · a1 torre del bianco · b1 cavallo del bianco · d1 donna del bianco · e1 re del bianco · f1 alfiere del bianco · g1 cavallo del bianco · h1 torre del bianco | a8 torre del nero · b8 cavallo del nero · c8 alfiere del nero · d8 donna del nero · e8 re del nero · f8 alfiere del nero · h8 torre del nero · a7 pedone del nero · b7 pedone del nero · c7 pedone del nero · d7 pedone del nero · e7 pedone del nero · f7 pedone del nero · g7 pedone del nero · h7 pedone del nero · f6 cavallo del nero · g5 alfiere del bianco · d4 pedone del bianco · a2 pedone del bianco · b2 pedone del bianco · c2 pedone del bianco · e2 pedone del bianco · f2 pedone del bianco · g2 pedone del bianco · h2 pedone del bianco · a1 torre del bianco · b1 cavallo del bianco · d1 donna del bianco · e1 re del bianco · f1 alfiere del bianco · g1 cavallo del bianco · h1 torre del bianco | a8 torre del nero · b8 cavallo del nero · c8 alfiere del nero · d8 donna del nero · e8 re del nero · f8 alfiere del nero · h8 torre del nero · a7 pedone del nero · b7 pedone del nero · c7 pedone del nero · d7 pedone del nero · e7 pedone del nero · f7 pedone del nero · g7 pedone del nero · h7 pedone del nero · f6 cavallo del nero · g5 alfiere del bianco · d4 pedone del bianco · a2 pedone del bianco · b2 pedone del bianco · c2 pedone del bianco · e2 pedone del bianco · f2 pedone del bianco · g2 pedone del bianco · h2 pedone del bianco · a1 torre del bianco · b1 cavallo del bianco · d1 donna del bianco · e1 re del bianco · f1 alfiere del bianco · g1 cavallo del bianco · h1 torre del bianco | a8 torre del nero · b8 cavallo del nero · c8 alfiere del nero · d8 donna del nero · e8 re del nero · f8 alfiere del nero · h8 torre del nero · a7 pedone del nero · b7 pedone del nero · c7 pedone del nero · d7 pedone del nero · e7 pedone del nero · f7 pedone del nero · g7 pedone del nero · h7 pedone del nero · f6 cavallo del nero · g5 alfiere del bianco · d4 pedone del bianco · a2 pedone del bianco · b2 pedone del bianco · c2 pedone del bianco · e2 pedone del bianco · f2 pedone del bianco · g2 pedone del bianco · h2 pedone del bianco · a1 torre del bianco · b1 cavallo del bianco · d1 donna del bianco · e1 re del bianco · f1 alfiere del bianco · g1 cavallo del bianco · h1 torre del bianco | a8 torre del nero · b8 cavallo del nero · c8 alfiere del nero · d8 donna del nero · e8 re del nero · f8 alfiere del nero · h8 torre del nero · a7 pedone del nero · b7 pedone del nero · c7 pedone del nero · d7 pedone del nero · e7 pedone del nero · f7 pedone del nero · g7 pedone del nero · h7 pedone del nero · f6 cavallo del nero · g5 alfiere del bianco · d4 pedone del bianco · a2 pedone del bianco · b2 pedone del bianco · c2 pedone del bianco · e2 pedone del bianco · f2 pedone del bianco · g2 pedone del bianco · h2 pedone del bianco · a1 torre del bianco · b1 cavallo del bianco · d1 donna del bianco · e1 re del bianco · f1 alfiere del bianco · g1 cavallo del bianco · h1 torre del bianco | a8 torre del nero · b8 cavallo del nero · c8 alfiere del nero · d8 donna del nero · e8 re del nero · f8 alfiere del nero · h8 torre del nero · a7 pedone del nero · b7 pedone del nero · c7 pedone del nero · d7 pedone del nero · e7 pedone del nero · f7 pedone del nero · g7 pedone del nero · h7 pedone del nero · f6 cavallo del nero · g5 alfiere del bianco · d4 pedone del bianco · a2 pedone del bianco · b2 pedone del bianco · c2 pedone del bianco · e2 pedone del bianco · f2 pedone del bianco · g2 pedone del bianco · h2 pedone del bianco · a1 torre del bianco · b1 cavallo del bianco · d1 donna del bianco · e1 re del bianco · f1 alfiere del bianco · g1 cavallo del bianco · h1 torre del bianco | a8 torre del nero · b8 cavallo del nero · c8 alfiere del nero · d8 donna del nero · e8 re del nero · f8 alfiere del nero · h8 torre del nero · a7 pedone del nero · b7 pedone del nero · c7 pedone del nero · d7 pedone del nero · e7 pedone del nero · f7 pedone del nero · g7 pedone del nero · h7 pedone del nero · f6 cavallo del nero · g5 alfiere del bianco · d4 pedone del bianco · a2 pedone del bianco · b2 pedone del bianco · c2 pedone del bianco · e2 pedone del bianco · f2 pedone del bianco · g2 pedone del bianco · h2 pedone del bianco · a1 torre del bianco · b1 cavallo del bianco · d1 donna del bianco · e1 re del bianco · f1 alfiere del bianco · g1 cavallo del bianco · h1 torre del bianco | a8 torre del nero · b8 cavallo del nero · c8 alfiere del nero · d8 donna del nero · e8 re del nero · f8 alfiere del nero · h8 torre del nero · a7 pedone del nero · b7 pedone del nero · c7 pedone del nero · d7 pedone del nero · e7 pedone del nero · f7 pedone del nero · g7 pedone del nero · h7 pedone del nero · f6 cavallo del nero · g5 alfiere del bianco · d4 pedone del bianco · a2 pedone del bianco · b2 pedone del bianco · c2 pedone del bianco · e2 pedone del bianco · f2 pedone del bianco · g2 pedone del bianco · h2 pedone del bianco · a1 torre del bianco · b1 cavallo del bianco · d1 donna del bianco · e1 re del bianco · f1 alfiere del bianco · g1 cavallo del bianco · h1 torre del bianco | 8 |
| 7 | a8 torre del nero · b8 cavallo del nero · c8 alfiere del nero · d8 donna del nero · e8 re del nero · f8 alfiere del nero · h8 torre del nero · a7 pedone del nero · b7 pedone del nero · c7 pedone del nero · d7 pedone del nero · e7 pedone del nero · f7 pedone del nero · g7 pedone del nero · h7 pedone del nero · f6 cavallo del nero · g5 alfiere del bianco · d4 pedone del bianco · a2 pedone del bianco · b2 pedone del bianco · c2 pedone del bianco · e2 pedone del bianco · f2 pedone del bianco · g2 pedone del bianco · h2 pedone del bianco · a1 torre del bianco · b1 cavallo del bianco · d1 donna del bianco · e1 re del bianco · f1 alfiere del bianco · g1 cavallo del bianco · h1 torre del bianco | a8 torre del nero · b8 cavallo del nero · c8 alfiere del nero · d8 donna del nero · e8 re del nero · f8 alfiere del nero · h8 torre del nero · a7 pedone del nero · b7 pedone del nero · c7 pedone del nero · d7 pedone del nero · e7 pedone del nero · f7 pedone del nero · g7 pedone del nero · h7 pedone del nero · f6 cavallo del nero · g5 alfiere del bianco · d4 pedone del bianco · a2 pedone del bianco · b2 pedone del bianco · c2 pedone del bianco · e2 pedone del bianco · f2 pedone del bianco · g2 pedone del bianco · h2 pedone del bianco · a1 torre del bianco · b1 cavallo del bianco · d1 donna del bianco · e1 re del bianco · f1 alfiere del bianco · g1 cavallo del bianco · h1 torre del bianco | a8 torre del nero · b8 cavallo del nero · c8 alfiere del nero · d8 donna del nero · e8 re del nero · f8 alfiere del nero · h8 torre del nero · a7 pedone del nero · b7 pedone del nero · c7 pedone del nero · d7 pedone del nero · e7 pedone del nero · f7 pedone del nero · g7 pedone del nero · h7 pedone del nero · f6 cavallo del nero · g5 alfiere del bianco · d4 pedone del bianco · a2 pedone del bianco · b2 pedone del bianco · c2 pedone del bianco · e2 pedone del bianco · f2 pedone del bianco · g2 pedone del bianco · h2 pedone del bianco · a1 torre del bianco · b1 cavallo del bianco · d1 donna del bianco · e1 re del bianco · f1 alfiere del bianco · g1 cavallo del bianco · h1 torre del bianco | a8 torre del nero · b8 cavallo del nero · c8 alfiere del nero · d8 donna del nero · e8 re del nero · f8 alfiere del nero · h8 torre del nero · a7 pedone del nero · b7 pedone del nero · c7 pedone del nero · d7 pedone del nero · e7 pedone del nero · f7 pedone del nero · g7 pedone del nero · h7 pedone del nero · f6 cavallo del nero · g5 alfiere del bianco · d4 pedone del bianco · a2 pedone del bianco · b2 pedone del bianco · c2 pedone del bianco · e2 pedone del bianco · f2 pedone del bianco · g2 pedone del bianco · h2 pedone del bianco · a1 torre del bianco · b1 cavallo del bianco · d1 donna del bianco · e1 re del bianco · f1 alfiere del bianco · g1 cavallo del bianco · h1 torre del bianco | a8 torre del nero · b8 cavallo del nero · c8 alfiere del nero · d8 donna del nero · e8 re del nero · f8 alfiere del nero · h8 torre del nero · a7 pedone del nero · b7 pedone del nero · c7 pedone del nero · d7 pedone del nero · e7 pedone del nero · f7 pedone del nero · g7 pedone del nero · h7 pedone del nero · f6 cavallo del nero · g5 alfiere del bianco · d4 pedone del bianco · a2 pedone del bianco · b2 pedone del bianco · c2 pedone del bianco · e2 pedone del bianco · f2 pedone del bianco · g2 pedone del bianco · h2 pedone del bianco · a1 torre del bianco · b1 cavallo del bianco · d1 donna del bianco · e1 re del bianco · f1 alfiere del bianco · g1 cavallo del bianco · h1 torre del bianco | a8 torre del nero · b8 cavallo del nero · c8 alfiere del nero · d8 donna del nero · e8 re del nero · f8 alfiere del nero · h8 torre del nero · a7 pedone del nero · b7 pedone del nero · c7 pedone del nero · d7 pedone del nero · e7 pedone del nero · f7 pedone del nero · g7 pedone del nero · h7 pedone del nero · f6 cavallo del nero · g5 alfiere del bianco · d4 pedone del bianco · a2 pedone del bianco · b2 pedone del bianco · c2 pedone del bianco · e2 pedone del bianco · f2 pedone del bianco · g2 pedone del bianco · h2 pedone del bianco · a1 torre del bianco · b1 cavallo del bianco · d1 donna del bianco · e1 re del bianco · f1 alfiere del bianco · g1 cavallo del bianco · h1 torre del bianco | a8 torre del nero · b8 cavallo del nero · c8 alfiere del nero · d8 donna del nero · e8 re del nero · f8 alfiere del nero · h8 torre del nero · a7 pedone del nero · b7 pedone del nero · c7 pedone del nero · d7 pedone del nero · e7 pedone del nero · f7 pedone del nero · g7 pedone del nero · h7 pedone del nero · f6 cavallo del nero · g5 alfiere del bianco · d4 pedone del bianco · a2 pedone del bianco · b2 pedone del bianco · c2 pedone del bianco · e2 pedone del bianco · f2 pedone del bianco · g2 pedone del bianco · h2 pedone del bianco · a1 torre del bianco · b1 cavallo del bianco · d1 donna del bianco · e1 re del bianco · f1 alfiere del bianco · g1 cavallo del bianco · h1 torre del bianco | a8 torre del nero · b8 cavallo del nero · c8 alfiere del nero · d8 donna del nero · e8 re del nero · f8 alfiere del nero · h8 torre del nero · a7 pedone del nero · b7 pedone del nero · c7 pedone del nero · d7 pedone del nero · e7 pedone del nero · f7 pedone del nero · g7 pedone del nero · h7 pedone del nero · f6 cavallo del nero · g5 alfiere del bianco · d4 pedone del bianco · a2 pedone del bianco · b2 pedone del bianco · c2 pedone del bianco · e2 pedone del bianco · f2 pedone del bianco · g2 pedone del bianco · h2 pedone del bianco · a1 torre del bianco · b1 cavallo del bianco · d1 donna del bianco · e1 re del bianco · f1 alfiere del bianco · g1 cavallo del bianco · h1 torre del bianco | 7 |
| 6 | a8 torre del nero · b8 cavallo del nero · c8 alfiere del nero · d8 donna del nero · e8 re del nero · f8 alfiere del nero · h8 torre del nero · a7 pedone del nero · b7 pedone del nero · c7 pedone del nero · d7 pedone del nero · e7 pedone del nero · f7 pedone del nero · g7 pedone del nero · h7 pedone del nero · f6 cavallo del nero · g5 alfiere del bianco · d4 pedone del bianco · a2 pedone del bianco · b2 pedone del bianco · c2 pedone del bianco · e2 pedone del bianco · f2 pedone del bianco · g2 pedone del bianco · h2 pedone del bianco · a1 torre del bianco · b1 cavallo del bianco · d1 donna del bianco · e1 re del bianco · f1 alfiere del bianco · g1 cavallo del bianco · h1 torre del bianco | a8 torre del nero · b8 cavallo del nero · c8 alfiere del nero · d8 donna del nero · e8 re del nero · f8 alfiere del nero · h8 torre del nero · a7 pedone del nero · b7 pedone del nero · c7 pedone del nero · d7 pedone del nero · e7 pedone del nero · f7 pedone del nero · g7 pedone del nero · h7 pedone del nero · f6 cavallo del nero · g5 alfiere del bianco · d4 pedone del bianco · a2 pedone del bianco · b2 pedone del bianco · c2 pedone del bianco · e2 pedone del bianco · f2 pedone del bianco · g2 pedone del bianco · h2 pedone del bianco · a1 torre del bianco · b1 cavallo del bianco · d1 donna del bianco · e1 re del bianco · f1 alfiere del bianco · g1 cavallo del bianco · h1 torre del bianco | a8 torre del nero · b8 cavallo del nero · c8 alfiere del nero · d8 donna del nero · e8 re del nero · f8 alfiere del nero · h8 torre del nero · a7 pedone del nero · b7 pedone del nero · c7 pedone del nero · d7 pedone del nero · e7 pedone del nero · f7 pedone del nero · g7 pedone del nero · h7 pedone del nero · f6 cavallo del nero · g5 alfiere del bianco · d4 pedone del bianco · a2 pedone del bianco · b2 pedone del bianco · c2 pedone del bianco · e2 pedone del bianco · f2 pedone del bianco · g2 pedone del bianco · h2 pedone del bianco · a1 torre del bianco · b1 cavallo del bianco · d1 donna del bianco · e1 re del bianco · f1 alfiere del bianco · g1 cavallo del bianco · h1 torre del bianco | a8 torre del nero · b8 cavallo del nero · c8 alfiere del nero · d8 donna del nero · e8 re del nero · f8 alfiere del nero · h8 torre del nero · a7 pedone del nero · b7 pedone del nero · c7 pedone del nero · d7 pedone del nero · e7 pedone del nero · f7 pedone del nero · g7 pedone del nero · h7 pedone del nero · f6 cavallo del nero · g5 alfiere del bianco · d4 pedone del bianco · a2 pedone del bianco · b2 pedone del bianco · c2 pedone del bianco · e2 pedone del bianco · f2 pedone del bianco · g2 pedone del bianco · h2 pedone del bianco · a1 torre del bianco · b1 cavallo del bianco · d1 donna del bianco · e1 re del bianco · f1 alfiere del bianco · g1 cavallo del bianco · h1 torre del bianco | a8 torre del nero · b8 cavallo del nero · c8 alfiere del nero · d8 donna del nero · e8 re del nero · f8 alfiere del nero · h8 torre del nero · a7 pedone del nero · b7 pedone del nero · c7 pedone del nero · d7 pedone del nero · e7 pedone del nero · f7 pedone del nero · g7 pedone del nero · h7 pedone del nero · f6 cavallo del nero · g5 alfiere del bianco · d4 pedone del bianco · a2 pedone del bianco · b2 pedone del bianco · c2 pedone del bianco · e2 pedone del bianco · f2 pedone del bianco · g2 pedone del bianco · h2 pedone del bianco · a1 torre del bianco · b1 cavallo del bianco · d1 donna del bianco · e1 re del bianco · f1 alfiere del bianco · g1 cavallo del bianco · h1 torre del bianco | a8 torre del nero · b8 cavallo del nero · c8 alfiere del nero · d8 donna del nero · e8 re del nero · f8 alfiere del nero · h8 torre del nero · a7 pedone del nero · b7 pedone del nero · c7 pedone del nero · d7 pedone del nero · e7 pedone del nero · f7 pedone del nero · g7 pedone del nero · h7 pedone del nero · f6 cavallo del nero · g5 alfiere del bianco · d4 pedone del bianco · a2 pedone del bianco · b2 pedone del bianco · c2 pedone del bianco · e2 pedone del bianco · f2 pedone del bianco · g2 pedone del bianco · h2 pedone del bianco · a1 torre del bianco · b1 cavallo del bianco · d1 donna del bianco · e1 re del bianco · f1 alfiere del bianco · g1 cavallo del bianco · h1 torre del bianco | a8 torre del nero · b8 cavallo del nero · c8 alfiere del nero · d8 donna del nero · e8 re del nero · f8 alfiere del nero · h8 torre del nero · a7 pedone del nero · b7 pedone del nero · c7 pedone del nero · d7 pedone del nero · e7 pedone del nero · f7 pedone del nero · g7 pedone del nero · h7 pedone del nero · f6 cavallo del nero · g5 alfiere del bianco · d4 pedone del bianco · a2 pedone del bianco · b2 pedone del bianco · c2 pedone del bianco · e2 pedone del bianco · f2 pedone del bianco · g2 pedone del bianco · h2 pedone del bianco · a1 torre del bianco · b1 cavallo del bianco · d1 donna del bianco · e1 re del bianco · f1 alfiere del bianco · g1 cavallo del bianco · h1 torre del bianco | a8 torre del nero · b8 cavallo del nero · c8 alfiere del nero · d8 donna del nero · e8 re del nero · f8 alfiere del nero · h8 torre del nero · a7 pedone del nero · b7 pedone del nero · c7 pedone del nero · d7 pedone del nero · e7 pedone del nero · f7 pedone del nero · g7 pedone del nero · h7 pedone del nero · f6 cavallo del nero · g5 alfiere del bianco · d4 pedone del bianco · a2 pedone del bianco · b2 pedone del bianco · c2 pedone del bianco · e2 pedone del bianco · f2 pedone del bianco · g2 pedone del bianco · h2 pedone del bianco · a1 torre del bianco · b1 cavallo del bianco · d1 donna del bianco · e1 re del bianco · f1 alfiere del bianco · g1 cavallo del bianco · h1 torre del bianco | 6 |
| 5 | a8 torre del nero · b8 cavallo del nero · c8 alfiere del nero · d8 donna del nero · e8 re del nero · f8 alfiere del nero · h8 torre del nero · a7 pedone del nero · b7 pedone del nero · c7 pedone del nero · d7 pedone del nero · e7 pedone del nero · f7 pedone del nero · g7 pedone del nero · h7 pedone del nero · f6 cavallo del nero · g5 alfiere del bianco · d4 pedone del bianco · a2 pedone del bianco · b2 pedone del bianco · c2 pedone del bianco · e2 pedone del bianco · f2 pedone del bianco · g2 pedone del bianco · h2 pedone del bianco · a1 torre del bianco · b1 cavallo del bianco · d1 donna del bianco · e1 re del bianco · f1 alfiere del bianco · g1 cavallo del bianco · h1 torre del bianco | a8 torre del nero · b8 cavallo del nero · c8 alfiere del nero · d8 donna del nero · e8 re del nero · f8 alfiere del nero · h8 torre del nero · a7 pedone del nero · b7 pedone del nero · c7 pedone del nero · d7 pedone del nero · e7 pedone del nero · f7 pedone del nero · g7 pedone del nero · h7 pedone del nero · f6 cavallo del nero · g5 alfiere del bianco · d4 pedone del bianco · a2 pedone del bianco · b2 pedone del bianco · c2 pedone del bianco · e2 pedone del bianco · f2 pedone del bianco · g2 pedone del bianco · h2 pedone del bianco · a1 torre del bianco · b1 cavallo del bianco · d1 donna del bianco · e1 re del bianco · f1 alfiere del bianco · g1 cavallo del bianco · h1 torre del bianco | a8 torre del nero · b8 cavallo del nero · c8 alfiere del nero · d8 donna del nero · e8 re del nero · f8 alfiere del nero · h8 torre del nero · a7 pedone del nero · b7 pedone del nero · c7 pedone del nero · d7 pedone del nero · e7 pedone del nero · f7 pedone del nero · g7 pedone del nero · h7 pedone del nero · f6 cavallo del nero · g5 alfiere del bianco · d4 pedone del bianco · a2 pedone del bianco · b2 pedone del bianco · c2 pedone del bianco · e2 pedone del bianco · f2 pedone del bianco · g2 pedone del bianco · h2 pedone del bianco · a1 torre del bianco · b1 cavallo del bianco · d1 donna del bianco · e1 re del bianco · f1 alfiere del bianco · g1 cavallo del bianco · h1 torre del bianco | a8 torre del nero · b8 cavallo del nero · c8 alfiere del nero · d8 donna del nero · e8 re del nero · f8 alfiere del nero · h8 torre del nero · a7 pedone del nero · b7 pedone del nero · c7 pedone del nero · d7 pedone del nero · e7 pedone del nero · f7 pedone del nero · g7 pedone del nero · h7 pedone del nero · f6 cavallo del nero · g5 alfiere del bianco · d4 pedone del bianco · a2 pedone del bianco · b2 pedone del bianco · c2 pedone del bianco · e2 pedone del bianco · f2 pedone del bianco · g2 pedone del bianco · h2 pedone del bianco · a1 torre del bianco · b1 cavallo del bianco · d1 donna del bianco · e1 re del bianco · f1 alfiere del bianco · g1 cavallo del bianco · h1 torre del bianco | a8 torre del nero · b8 cavallo del nero · c8 alfiere del nero · d8 donna del nero · e8 re del nero · f8 alfiere del nero · h8 torre del nero · a7 pedone del nero · b7 pedone del nero · c7 pedone del nero · d7 pedone del nero · e7 pedone del nero · f7 pedone del nero · g7 pedone del nero · h7 pedone del nero · f6 cavallo del nero · g5 alfiere del bianco · d4 pedone del bianco · a2 pedone del bianco · b2 pedone del bianco · c2 pedone del bianco · e2 pedone del bianco · f2 pedone del bianco · g2 pedone del bianco · h2 pedone del bianco · a1 torre del bianco · b1 cavallo del bianco · d1 donna del bianco · e1 re del bianco · f1 alfiere del bianco · g1 cavallo del bianco · h1 torre del bianco | a8 torre del nero · b8 cavallo del nero · c8 alfiere del nero · d8 donna del nero · e8 re del nero · f8 alfiere del nero · h8 torre del nero · a7 pedone del nero · b7 pedone del nero · c7 pedone del nero · d7 pedone del nero · e7 pedone del nero · f7 pedone del nero · g7 pedone del nero · h7 pedone del nero · f6 cavallo del nero · g5 alfiere del bianco · d4 pedone del bianco · a2 pedone del bianco · b2 pedone del bianco · c2 pedone del bianco · e2 pedone del bianco · f2 pedone del bianco · g2 pedone del bianco · h2 pedone del bianco · a1 torre del bianco · b1 cavallo del bianco · d1 donna del bianco · e1 re del bianco · f1 alfiere del bianco · g1 cavallo del bianco · h1 torre del bianco | a8 torre del nero · b8 cavallo del nero · c8 alfiere del nero · d8 donna del nero · e8 re del nero · f8 alfiere del nero · h8 torre del nero · a7 pedone del nero · b7 pedone del nero · c7 pedone del nero · d7 pedone del nero · e7 pedone del nero · f7 pedone del nero · g7 pedone del nero · h7 pedone del nero · f6 cavallo del nero · g5 alfiere del bianco · d4 pedone del bianco · a2 pedone del bianco · b2 pedone del bianco · c2 pedone del bianco · e2 pedone del bianco · f2 pedone del bianco · g2 pedone del bianco · h2 pedone del bianco · a1 torre del bianco · b1 cavallo del bianco · d1 donna del bianco · e1 re del bianco · f1 alfiere del bianco · g1 cavallo del bianco · h1 torre del bianco | a8 torre del nero · b8 cavallo del nero · c8 alfiere del nero · d8 donna del nero · e8 re del nero · f8 alfiere del nero · h8 torre del nero · a7 pedone del nero · b7 pedone del nero · c7 pedone del nero · d7 pedone del nero · e7 pedone del nero · f7 pedone del nero · g7 pedone del nero · h7 pedone del nero · f6 cavallo del nero · g5 alfiere del bianco · d4 pedone del bianco · a2 pedone del bianco · b2 pedone del bianco · c2 pedone del bianco · e2 pedone del bianco · f2 pedone del bianco · g2 pedone del bianco · h2 pedone del bianco · a1 torre del bianco · b1 cavallo del bianco · d1 donna del bianco · e1 re del bianco · f1 alfiere del bianco · g1 cavallo del bianco · h1 torre del bianco | 5 |
| 4 | a8 torre del nero · b8 cavallo del nero · c8 alfiere del nero · d8 donna del nero · e8 re del nero · f8 alfiere del nero · h8 torre del nero · a7 pedone del nero · b7 pedone del nero · c7 pedone del nero · d7 pedone del nero · e7 pedone del nero · f7 pedone del nero · g7 pedone del nero · h7 pedone del nero · f6 cavallo del nero · g5 alfiere del bianco · d4 pedone del bianco · a2 pedone del bianco · b2 pedone del bianco · c2 pedone del bianco · e2 pedone del bianco · f2 pedone del bianco · g2 pedone del bianco · h2 pedone del bianco · a1 torre del bianco · b1 cavallo del bianco · d1 donna del bianco · e1 re del bianco · f1 alfiere del bianco · g1 cavallo del bianco · h1 torre del bianco | a8 torre del nero · b8 cavallo del nero · c8 alfiere del nero · d8 donna del nero · e8 re del nero · f8 alfiere del nero · h8 torre del nero · a7 pedone del nero · b7 pedone del nero · c7 pedone del nero · d7 pedone del nero · e7 pedone del nero · f7 pedone del nero · g7 pedone del nero · h7 pedone del nero · f6 cavallo del nero · g5 alfiere del bianco · d4 pedone del bianco · a2 pedone del bianco · b2 pedone del bianco · c2 pedone del bianco · e2 pedone del bianco · f2 pedone del bianco · g2 pedone del bianco · h2 pedone del bianco · a1 torre del bianco · b1 cavallo del bianco · d1 donna del bianco · e1 re del bianco · f1 alfiere del bianco · g1 cavallo del bianco · h1 torre del bianco | a8 torre del nero · b8 cavallo del nero · c8 alfiere del nero · d8 donna del nero · e8 re del nero · f8 alfiere del nero · h8 torre del nero · a7 pedone del nero · b7 pedone del nero · c7 pedone del nero · d7 pedone del nero · e7 pedone del nero · f7 pedone del nero · g7 pedone del nero · h7 pedone del nero · f6 cavallo del nero · g5 alfiere del bianco · d4 pedone del bianco · a2 pedone del bianco · b2 pedone del bianco · c2 pedone del bianco · e2 pedone del bianco · f2 pedone del bianco · g2 pedone del bianco · h2 pedone del bianco · a1 torre del bianco · b1 cavallo del bianco · d1 donna del bianco · e1 re del bianco · f1 alfiere del bianco · g1 cavallo del bianco · h1 torre del bianco | a8 torre del nero · b8 cavallo del nero · c8 alfiere del nero · d8 donna del nero · e8 re del nero · f8 alfiere del nero · h8 torre del nero · a7 pedone del nero · b7 pedone del nero · c7 pedone del nero · d7 pedone del nero · e7 pedone del nero · f7 pedone del nero · g7 pedone del nero · h7 pedone del nero · f6 cavallo del nero · g5 alfiere del bianco · d4 pedone del bianco · a2 pedone del bianco · b2 pedone del bianco · c2 pedone del bianco · e2 pedone del bianco · f2 pedone del bianco · g2 pedone del bianco · h2 pedone del bianco · a1 torre del bianco · b1 cavallo del bianco · d1 donna del bianco · e1 re del bianco · f1 alfiere del bianco · g1 cavallo del bianco · h1 torre del bianco | a8 torre del nero · b8 cavallo del nero · c8 alfiere del nero · d8 donna del nero · e8 re del nero · f8 alfiere del nero · h8 torre del nero · a7 pedone del nero · b7 pedone del nero · c7 pedone del nero · d7 pedone del nero · e7 pedone del nero · f7 pedone del nero · g7 pedone del nero · h7 pedone del nero · f6 cavallo del nero · g5 alfiere del bianco · d4 pedone del bianco · a2 pedone del bianco · b2 pedone del bianco · c2 pedone del bianco · e2 pedone del bianco · f2 pedone del bianco · g2 pedone del bianco · h2 pedone del bianco · a1 torre del bianco · b1 cavallo del bianco · d1 donna del bianco · e1 re del bianco · f1 alfiere del bianco · g1 cavallo del bianco · h1 torre del bianco | a8 torre del nero · b8 cavallo del nero · c8 alfiere del nero · d8 donna del nero · e8 re del nero · f8 alfiere del nero · h8 torre del nero · a7 pedone del nero · b7 pedone del nero · c7 pedone del nero · d7 pedone del nero · e7 pedone del nero · f7 pedone del nero · g7 pedone del nero · h7 pedone del nero · f6 cavallo del nero · g5 alfiere del bianco · d4 pedone del bianco · a2 pedone del bianco · b2 pedone del bianco · c2 pedone del bianco · e2 pedone del bianco · f2 pedone del bianco · g2 pedone del bianco · h2 pedone del bianco · a1 torre del bianco · b1 cavallo del bianco · d1 donna del bianco · e1 re del bianco · f1 alfiere del bianco · g1 cavallo del bianco · h1 torre del bianco | a8 torre del nero · b8 cavallo del nero · c8 alfiere del nero · d8 donna del nero · e8 re del nero · f8 alfiere del nero · h8 torre del nero · a7 pedone del nero · b7 pedone del nero · c7 pedone del nero · d7 pedone del nero · e7 pedone del nero · f7 pedone del nero · g7 pedone del nero · h7 pedone del nero · f6 cavallo del nero · g5 alfiere del bianco · d4 pedone del bianco · a2 pedone del bianco · b2 pedone del bianco · c2 pedone del bianco · e2 pedone del bianco · f2 pedone del bianco · g2 pedone del bianco · h2 pedone del bianco · a1 torre del bianco · b1 cavallo del bianco · d1 donna del bianco · e1 re del bianco · f1 alfiere del bianco · g1 cavallo del bianco · h1 torre del bianco | a8 torre del nero · b8 cavallo del nero · c8 alfiere del nero · d8 donna del nero · e8 re del nero · f8 alfiere del nero · h8 torre del nero · a7 pedone del nero · b7 pedone del nero · c7 pedone del nero · d7 pedone del nero · e7 pedone del nero · f7 pedone del nero · g7 pedone del nero · h7 pedone del nero · f6 cavallo del nero · g5 alfiere del bianco · d4 pedone del bianco · a2 pedone del bianco · b2 pedone del bianco · c2 pedone del bianco · e2 pedone del bianco · f2 pedone del bianco · g2 pedone del bianco · h2 pedone del bianco · a1 torre del bianco · b1 cavallo del bianco · d1 donna del bianco · e1 re del bianco · f1 alfiere del bianco · g1 cavallo del bianco · h1 torre del bianco | 4 |
| 3 | a8 torre del nero · b8 cavallo del nero · c8 alfiere del nero · d8 donna del nero · e8 re del nero · f8 alfiere del nero · h8 torre del nero · a7 pedone del nero · b7 pedone del nero · c7 pedone del nero · d7 pedone del nero · e7 pedone del nero · f7 pedone del nero · g7 pedone del nero · h7 pedone del nero · f6 cavallo del nero · g5 alfiere del bianco · d4 pedone del bianco · a2 pedone del bianco · b2 pedone del bianco · c2 pedone del bianco · e2 pedone del bianco · f2 pedone del bianco · g2 pedone del bianco · h2 pedone del bianco · a1 torre del bianco · b1 cavallo del bianco · d1 donna del bianco · e1 re del bianco · f1 alfiere del bianco · g1 cavallo del bianco · h1 torre del bianco | a8 torre del nero · b8 cavallo del nero · c8 alfiere del nero · d8 donna del nero · e8 re del nero · f8 alfiere del nero · h8 torre del nero · a7 pedone del nero · b7 pedone del nero · c7 pedone del nero · d7 pedone del nero · e7 pedone del nero · f7 pedone del nero · g7 pedone del nero · h7 pedone del nero · f6 cavallo del nero · g5 alfiere del bianco · d4 pedone del bianco · a2 pedone del bianco · b2 pedone del bianco · c2 pedone del bianco · e2 pedone del bianco · f2 pedone del bianco · g2 pedone del bianco · h2 pedone del bianco · a1 torre del bianco · b1 cavallo del bianco · d1 donna del bianco · e1 re del bianco · f1 alfiere del bianco · g1 cavallo del bianco · h1 torre del bianco | a8 torre del nero · b8 cavallo del nero · c8 alfiere del nero · d8 donna del nero · e8 re del nero · f8 alfiere del nero · h8 torre del nero · a7 pedone del nero · b7 pedone del nero · c7 pedone del nero · d7 pedone del nero · e7 pedone del nero · f7 pedone del nero · g7 pedone del nero · h7 pedone del nero · f6 cavallo del nero · g5 alfiere del bianco · d4 pedone del bianco · a2 pedone del bianco · b2 pedone del bianco · c2 pedone del bianco · e2 pedone del bianco · f2 pedone del bianco · g2 pedone del bianco · h2 pedone del bianco · a1 torre del bianco · b1 cavallo del bianco · d1 donna del bianco · e1 re del bianco · f1 alfiere del bianco · g1 cavallo del bianco · h1 torre del bianco | a8 torre del nero · b8 cavallo del nero · c8 alfiere del nero · d8 donna del nero · e8 re del nero · f8 alfiere del nero · h8 torre del nero · a7 pedone del nero · b7 pedone del nero · c7 pedone del nero · d7 pedone del nero · e7 pedone del nero · f7 pedone del nero · g7 pedone del nero · h7 pedone del nero · f6 cavallo del nero · g5 alfiere del bianco · d4 pedone del bianco · a2 pedone del bianco · b2 pedone del bianco · c2 pedone del bianco · e2 pedone del bianco · f2 pedone del bianco · g2 pedone del bianco · h2 pedone del bianco · a1 torre del bianco · b1 cavallo del bianco · d1 donna del bianco · e1 re del bianco · f1 alfiere del bianco · g1 cavallo del bianco · h1 torre del bianco | a8 torre del nero · b8 cavallo del nero · c8 alfiere del nero · d8 donna del nero · e8 re del nero · f8 alfiere del nero · h8 torre del nero · a7 pedone del nero · b7 pedone del nero · c7 pedone del nero · d7 pedone del nero · e7 pedone del nero · f7 pedone del nero · g7 pedone del nero · h7 pedone del nero · f6 cavallo del nero · g5 alfiere del bianco · d4 pedone del bianco · a2 pedone del bianco · b2 pedone del bianco · c2 pedone del bianco · e2 pedone del bianco · f2 pedone del bianco · g2 pedone del bianco · h2 pedone del bianco · a1 torre del bianco · b1 cavallo del bianco · d1 donna del bianco · e1 re del bianco · f1 alfiere del bianco · g1 cavallo del bianco · h1 torre del bianco | a8 torre del nero · b8 cavallo del nero · c8 alfiere del nero · d8 donna del nero · e8 re del nero · f8 alfiere del nero · h8 torre del nero · a7 pedone del nero · b7 pedone del nero · c7 pedone del nero · d7 pedone del nero · e7 pedone del nero · f7 pedone del nero · g7 pedone del nero · h7 pedone del nero · f6 cavallo del nero · g5 alfiere del bianco · d4 pedone del bianco · a2 pedone del bianco · b2 pedone del bianco · c2 pedone del bianco · e2 pedone del bianco · f2 pedone del bianco · g2 pedone del bianco · h2 pedone del bianco · a1 torre del bianco · b1 cavallo del bianco · d1 donna del bianco · e1 re del bianco · f1 alfiere del bianco · g1 cavallo del bianco · h1 torre del bianco | a8 torre del nero · b8 cavallo del nero · c8 alfiere del nero · d8 donna del nero · e8 re del nero · f8 alfiere del nero · h8 torre del nero · a7 pedone del nero · b7 pedone del nero · c7 pedone del nero · d7 pedone del nero · e7 pedone del nero · f7 pedone del nero · g7 pedone del nero · h7 pedone del nero · f6 cavallo del nero · g5 alfiere del bianco · d4 pedone del bianco · a2 pedone del bianco · b2 pedone del bianco · c2 pedone del bianco · e2 pedone del bianco · f2 pedone del bianco · g2 pedone del bianco · h2 pedone del bianco · a1 torre del bianco · b1 cavallo del bianco · d1 donna del bianco · e1 re del bianco · f1 alfiere del bianco · g1 cavallo del bianco · h1 torre del bianco | a8 torre del nero · b8 cavallo del nero · c8 alfiere del nero · d8 donna del nero · e8 re del nero · f8 alfiere del nero · h8 torre del nero · a7 pedone del nero · b7 pedone del nero · c7 pedone del nero · d7 pedone del nero · e7 pedone del nero · f7 pedone del nero · g7 pedone del nero · h7 pedone del nero · f6 cavallo del nero · g5 alfiere del bianco · d4 pedone del bianco · a2 pedone del bianco · b2 pedone del bianco · c2 pedone del bianco · e2 pedone del bianco · f2 pedone del bianco · g2 pedone del bianco · h2 pedone del bianco · a1 torre del bianco · b1 cavallo del bianco · d1 donna del bianco · e1 re del bianco · f1 alfiere del bianco · g1 cavallo del bianco · h1 torre del bianco | 3 |
| 2 | a8 torre del nero · b8 cavallo del nero · c8 alfiere del nero · d8 donna del nero · e8 re del nero · f8 alfiere del nero · h8 torre del nero · a7 pedone del nero · b7 pedone del nero · c7 pedone del nero · d7 pedone del nero · e7 pedone del nero · f7 pedone del nero · g7 pedone del nero · h7 pedone del nero · f6 cavallo del nero · g5 alfiere del bianco · d4 pedone del bianco · a2 pedone del bianco · b2 pedone del bianco · c2 pedone del bianco · e2 pedone del bianco · f2 pedone del bianco · g2 pedone del bianco · h2 pedone del bianco · a1 torre del bianco · b1 cavallo del bianco · d1 donna del bianco · e1 re del bianco · f1 alfiere del bianco · g1 cavallo del bianco · h1 torre del bianco | a8 torre del nero · b8 cavallo del nero · c8 alfiere del nero · d8 donna del nero · e8 re del nero · f8 alfiere del nero · h8 torre del nero · a7 pedone del nero · b7 pedone del nero · c7 pedone del nero · d7 pedone del nero · e7 pedone del nero · f7 pedone del nero · g7 pedone del nero · h7 pedone del nero · f6 cavallo del nero · g5 alfiere del bianco · d4 pedone del bianco · a2 pedone del bianco · b2 pedone del bianco · c2 pedone del bianco · e2 pedone del bianco · f2 pedone del bianco · g2 pedone del bianco · h2 pedone del bianco · a1 torre del bianco · b1 cavallo del bianco · d1 donna del bianco · e1 re del bianco · f1 alfiere del bianco · g1 cavallo del bianco · h1 torre del bianco | a8 torre del nero · b8 cavallo del nero · c8 alfiere del nero · d8 donna del nero · e8 re del nero · f8 alfiere del nero · h8 torre del nero · a7 pedone del nero · b7 pedone del nero · c7 pedone del nero · d7 pedone del nero · e7 pedone del nero · f7 pedone del nero · g7 pedone del nero · h7 pedone del nero · f6 cavallo del nero · g5 alfiere del bianco · d4 pedone del bianco · a2 pedone del bianco · b2 pedone del bianco · c2 pedone del bianco · e2 pedone del bianco · f2 pedone del bianco · g2 pedone del bianco · h2 pedone del bianco · a1 torre del bianco · b1 cavallo del bianco · d1 donna del bianco · e1 re del bianco · f1 alfiere del bianco · g1 cavallo del bianco · h1 torre del bianco | a8 torre del nero · b8 cavallo del nero · c8 alfiere del nero · d8 donna del nero · e8 re del nero · f8 alfiere del nero · h8 torre del nero · a7 pedone del nero · b7 pedone del nero · c7 pedone del nero · d7 pedone del nero · e7 pedone del nero · f7 pedone del nero · g7 pedone del nero · h7 pedone del nero · f6 cavallo del nero · g5 alfiere del bianco · d4 pedone del bianco · a2 pedone del bianco · b2 pedone del bianco · c2 pedone del bianco · e2 pedone del bianco · f2 pedone del bianco · g2 pedone del bianco · h2 pedone del bianco · a1 torre del bianco · b1 cavallo del bianco · d1 donna del bianco · e1 re del bianco · f1 alfiere del bianco · g1 cavallo del bianco · h1 torre del bianco | a8 torre del nero · b8 cavallo del nero · c8 alfiere del nero · d8 donna del nero · e8 re del nero · f8 alfiere del nero · h8 torre del nero · a7 pedone del nero · b7 pedone del nero · c7 pedone del nero · d7 pedone del nero · e7 pedone del nero · f7 pedone del nero · g7 pedone del nero · h7 pedone del nero · f6 cavallo del nero · g5 alfiere del bianco · d4 pedone del bianco · a2 pedone del bianco · b2 pedone del bianco · c2 pedone del bianco · e2 pedone del bianco · f2 pedone del bianco · g2 pedone del bianco · h2 pedone del bianco · a1 torre del bianco · b1 cavallo del bianco · d1 donna del bianco · e1 re del bianco · f1 alfiere del bianco · g1 cavallo del bianco · h1 torre del bianco | a8 torre del nero · b8 cavallo del nero · c8 alfiere del nero · d8 donna del nero · e8 re del nero · f8 alfiere del nero · h8 torre del nero · a7 pedone del nero · b7 pedone del nero · c7 pedone del nero · d7 pedone del nero · e7 pedone del nero · f7 pedone del nero · g7 pedone del nero · h7 pedone del nero · f6 cavallo del nero · g5 alfiere del bianco · d4 pedone del bianco · a2 pedone del bianco · b2 pedone del bianco · c2 pedone del bianco · e2 pedone del bianco · f2 pedone del bianco · g2 pedone del bianco · h2 pedone del bianco · a1 torre del bianco · b1 cavallo del bianco · d1 donna del bianco · e1 re del bianco · f1 alfiere del bianco · g1 cavallo del bianco · h1 torre del bianco | a8 torre del nero · b8 cavallo del nero · c8 alfiere del nero · d8 donna del nero · e8 re del nero · f8 alfiere del nero · h8 torre del nero · a7 pedone del nero · b7 pedone del nero · c7 pedone del nero · d7 pedone del nero · e7 pedone del nero · f7 pedone del nero · g7 pedone del nero · h7 pedone del nero · f6 cavallo del nero · g5 alfiere del bianco · d4 pedone del bianco · a2 pedone del bianco · b2 pedone del bianco · c2 pedone del bianco · e2 pedone del bianco · f2 pedone del bianco · g2 pedone del bianco · h2 pedone del bianco · a1 torre del bianco · b1 cavallo del bianco · d1 donna del bianco · e1 re del bianco · f1 alfiere del bianco · g1 cavallo del bianco · h1 torre del bianco | a8 torre del nero · b8 cavallo del nero · c8 alfiere del nero · d8 donna del nero · e8 re del nero · f8 alfiere del nero · h8 torre del nero · a7 pedone del nero · b7 pedone del nero · c7 pedone del nero · d7 pedone del nero · e7 pedone del nero · f7 pedone del nero · g7 pedone del nero · h7 pedone del nero · f6 cavallo del nero · g5 alfiere del bianco · d4 pedone del bianco · a2 pedone del bianco · b2 pedone del bianco · c2 pedone del bianco · e2 pedone del bianco · f2 pedone del bianco · g2 pedone del bianco · h2 pedone del bianco · a1 torre del bianco · b1 cavallo del bianco · d1 donna del bianco · e1 re del bianco · f1 alfiere del bianco · g1 cavallo del bianco · h1 torre del bianco | 2 |
| 1 | a8 torre del nero · b8 cavallo del nero · c8 alfiere del nero · d8 donna del nero · e8 re del nero · f8 alfiere del nero · h8 torre del nero · a7 pedone del nero · b7 pedone del nero · c7 pedone del nero · d7 pedone del nero · e7 pedone del nero · f7 pedone del nero · g7 pedone del nero · h7 pedone del nero · f6 cavallo del nero · g5 alfiere del bianco · d4 pedone del bianco · a2 pedone del bianco · b2 pedone del bianco · c2 pedone del bianco · e2 pedone del bianco · f2 pedone del bianco · g2 pedone del bianco · h2 pedone del bianco · a1 torre del bianco · b1 cavallo del bianco · d1 donna del bianco · e1 re del bianco · f1 alfiere del bianco · g1 cavallo del bianco · h1 torre del bianco | a8 torre del nero · b8 cavallo del nero · c8 alfiere del nero · d8 donna del nero · e8 re del nero · f8 alfiere del nero · h8 torre del nero · a7 pedone del nero · b7 pedone del nero · c7 pedone del nero · d7 pedone del nero · e7 pedone del nero · f7 pedone del nero · g7 pedone del nero · h7 pedone del nero · f6 cavallo del nero · g5 alfiere del bianco · d4 pedone del bianco · a2 pedone del bianco · b2 pedone del bianco · c2 pedone del bianco · e2 pedone del bianco · f2 pedone del bianco · g2 pedone del bianco · h2 pedone del bianco · a1 torre del bianco · b1 cavallo del bianco · d1 donna del bianco · e1 re del bianco · f1 alfiere del bianco · g1 cavallo del bianco · h1 torre del bianco | a8 torre del nero · b8 cavallo del nero · c8 alfiere del nero · d8 donna del nero · e8 re del nero · f8 alfiere del nero · h8 torre del nero · a7 pedone del nero · b7 pedone del nero · c7 pedone del nero · d7 pedone del nero · e7 pedone del nero · f7 pedone del nero · g7 pedone del nero · h7 pedone del nero · f6 cavallo del nero · g5 alfiere del bianco · d4 pedone del bianco · a2 pedone del bianco · b2 pedone del bianco · c2 pedone del bianco · e2 pedone del bianco · f2 pedone del bianco · g2 pedone del bianco · h2 pedone del bianco · a1 torre del bianco · b1 cavallo del bianco · d1 donna del bianco · e1 re del bianco · f1 alfiere del bianco · g1 cavallo del bianco · h1 torre del bianco | a8 torre del nero · b8 cavallo del nero · c8 alfiere del nero · d8 donna del nero · e8 re del nero · f8 alfiere del nero · h8 torre del nero · a7 pedone del nero · b7 pedone del nero · c7 pedone del nero · d7 pedone del nero · e7 pedone del nero · f7 pedone del nero · g7 pedone del nero · h7 pedone del nero · f6 cavallo del nero · g5 alfiere del bianco · d4 pedone del bianco · a2 pedone del bianco · b2 pedone del bianco · c2 pedone del bianco · e2 pedone del bianco · f2 pedone del bianco · g2 pedone del bianco · h2 pedone del bianco · a1 torre del bianco · b1 cavallo del bianco · d1 donna del bianco · e1 re del bianco · f1 alfiere del bianco · g1 cavallo del bianco · h1 torre del bianco | a8 torre del nero · b8 cavallo del nero · c8 alfiere del nero · d8 donna del nero · e8 re del nero · f8 alfiere del nero · h8 torre del nero · a7 pedone del nero · b7 pedone del nero · c7 pedone del nero · d7 pedone del nero · e7 pedone del nero · f7 pedone del nero · g7 pedone del nero · h7 pedone del nero · f6 cavallo del nero · g5 alfiere del bianco · d4 pedone del bianco · a2 pedone del bianco · b2 pedone del bianco · c2 pedone del bianco · e2 pedone del bianco · f2 pedone del bianco · g2 pedone del bianco · h2 pedone del bianco · a1 torre del bianco · b1 cavallo del bianco · d1 donna del bianco · e1 re del bianco · f1 alfiere del bianco · g1 cavallo del bianco · h1 torre del bianco | a8 torre del nero · b8 cavallo del nero · c8 alfiere del nero · d8 donna del nero · e8 re del nero · f8 alfiere del nero · h8 torre del nero · a7 pedone del nero · b7 pedone del nero · c7 pedone del nero · d7 pedone del nero · e7 pedone del nero · f7 pedone del nero · g7 pedone del nero · h7 pedone del nero · f6 cavallo del nero · g5 alfiere del bianco · d4 pedone del bianco · a2 pedone del bianco · b2 pedone del bianco · c2 pedone del bianco · e2 pedone del bianco · f2 pedone del bianco · g2 pedone del bianco · h2 pedone del bianco · a1 torre del bianco · b1 cavallo del bianco · d1 donna del bianco · e1 re del bianco · f1 alfiere del bianco · g1 cavallo del bianco · h1 torre del bianco | a8 torre del nero · b8 cavallo del nero · c8 alfiere del nero · d8 donna del nero · e8 re del nero · f8 alfiere del nero · h8 torre del nero · a7 pedone del nero · b7 pedone del nero · c7 pedone del nero · d7 pedone del nero · e7 pedone del nero · f7 pedone del nero · g7 pedone del nero · h7 pedone del nero · f6 cavallo del nero · g5 alfiere del bianco · d4 pedone del bianco · a2 pedone del bianco · b2 pedone del bianco · c2 pedone del bianco · e2 pedone del bianco · f2 pedone del bianco · g2 pedone del bianco · h2 pedone del bianco · a1 torre del bianco · b1 cavallo del bianco · d1 donna del bianco · e1 re del bianco · f1 alfiere del bianco · g1 cavallo del bianco · h1 torre del bianco | a8 torre del nero · b8 cavallo del nero · c8 alfiere del nero · d8 donna del nero · e8 re del nero · f8 alfiere del nero · h8 torre del nero · a7 pedone del nero · b7 pedone del nero · c7 pedone del nero · d7 pedone del nero · e7 pedone del nero · f7 pedone del nero · g7 pedone del nero · h7 pedone del nero · f6 cavallo del nero · g5 alfiere del bianco · d4 pedone del bianco · a2 pedone del bianco · b2 pedone del bianco · c2 pedone del bianco · e2 pedone del bianco · f2 pedone del bianco · g2 pedone del bianco · h2 pedone del bianco · a1 torre del bianco · b1 cavallo del bianco · d1 donna del bianco · e1 re del bianco · f1 alfiere del bianco · g1 cavallo del bianco · h1 torre del bianco | 1 |
|   | a | b | c | d | e | f | g | h |   |

Vinse il Campionato brasiliano nel 1939 e partecipò nello stesso anno, in prima scacchiera, alle Olimpiadi di Buenos Aires. 
È noto per aver dato il nome al sistema Trompowsky (1. d4 Cf6 2. Ag5), un'apertura adottata qualche volta anche ad alto livello. 
Scrisse il libro Partidas de Xadrez, pubblicato in Brasile nel 1941.